# Greg Bell
Greg Curtis Bell (Terre Haute, 7 de novembro de 1930 – Logansport, 25 de janeiro de 2025), foi um atleta e campeão olímpico norte-americano do salto em distância.
Foi campeão nacional americano de três edições da Amateur Athtletic Union (AAU), de duas da National Collegiate Athletic Association (NCAA) e entre 1956 e 1958 ranqueado como nº1 do mundo no salto em distância. Em Melbourne 1956 tornou-se campeão olímpico com um salto de 7,83 m.